# 黒石駅 (ソウル特別市)
黒石駅（フッソクえき）は、大韓民国ソウル特別市銅雀区黒石洞にあるソウル地下鉄9号線の駅。駅番号は(919)。「中央大入口」の副駅名がある。

## 駅構造
相対式ホーム2面2線を有する地下駅で、フルスクリーンタイプのホームドアが設置されている。改札口に繋がる階段とエレベータはホーム中程より若干ノドゥル寄りにある。
改札口は1ヶ所、化粧室は改札外に1ヶ所、出口は4番まである。

### のりば
| 上り | 9号線 | 堂山・金浦空港・開花方面         |
| 下り | 9号線 | 銅雀・高速ターミナル・新論峴方面 |

## 駅周辺
- 銅雀区黒石体育センター
- 円光デジタル大学
- 円仏教ソウル教堂
- 圓音放送
- 中央大学校
- 中央大学校病院
- 黒石洞聖堂
- 黒石初等学校
- 黒石洞明水台現代アパート

## 歴史
- 2009年7月24日 - 開業。

## 利用状況
近年の一日平均利用人員推移は下記のとおり。なお、2009年は開業日の7月24日から12月31日までの161日間の平均である。
| 路線  | 路線     | 2009年 | 2010年 | 2011年 | 2012年 | 2013年 | 2014年 | 2015年 | 出典  |
| ----- | -------- | ------ | ------ | ------ | ------ | ------ | ------ | ------ | ----- |
| 9号線 | 乗車人員 | 5,506  | 7,195  | 8,466  | 9,758  | 10,927 | 11,564 | 11,255 | [ 1 ] |
| 9号線 | 降車人員 | 5,523  | 7,227  | 8,482  | 9,876  | 11,117 | 11,792 | 11,466 | [ 1 ] |
| 9号線 | 乗降人員 | 11,029 | 14,422 | 16,948 | 19,634 | 22,044 | 23,356 | 22,721 | [ 1 ] |

## 隣の駅
ソウル市メトロ9号線
 9号線
急行
通過
一般（各駅停車）
ノドゥル駅 (918) - 黒石駅 (919) - 銅雀駅 (920)